# Монастырищенский сахарный завод
Монастырищенский сахарный завод — предприятие пищевой промышленности в городе Монастырище Монастырищенского района Черкасской области.

## История

### 1898 - 1917
В 1897-1898 годы в местечке Монастырище Липовецкого уезда Киевской губернии Российской империи был построен сахарный завод.
В 1900 году численность работников завода составляла 420 человек. В это время условия работы были тяжёлыми, продолжительность рабочего дня составляла 12 часов, система штрафов достигала трети заработной платы.
В 1917 году производственная мощность завода составляла 4 тыс. центнеров сахара в сутки.

### 1918 - 1945
В ходе гражданской войны завод серьёзно пострадал, но после окончания боевых действий началось его восстановление. В 1922 году отремонтированный завод был законсервирован в связи с отсутствием сырья (сахарной свеклы).
В январе 1923 года Монастырище стало районным центром, что способствовало его экономическому развитию.
В 1928 году Монастырищенский сахарный завод возобновил работу и производство сахара.
В ходе индустриализации завод был оснащён новым оборудованием, в середине 1930-х годов здесь началось стахановское движение. Выполнивший за смену норму на 372% работник завода И. И. Гнидовский стал одним из инициаторов стахановского движения в сахарной промышленности СССР (в 1936 году он был награждён орденом «Знак Почёта», в дальнейшем - избран депутатом Винницкого областного совета).
В 1938 году производственная мощность завода составляла 8 тыс. центнеров сахара в сутки. В 1939 году завод произвёл 616,2 тыс. центнеров сахара.
В ходе Великой Отечественной войны 23 июля 1941 Монастырище было оккупировано наступавшими немецкими войсками, 10 марта 1944 года - освобождено частями 42-й гвардейской стрелковой дивизии РККА. Началось восстановление хозяйства (в том числе, сахарного завода).
Позднее в помещениях сахарного завода был открыт машиностроительный завод.
В целом, завод входил в число ведущих предприятий райцентра.